# Port Gibson
Port Gibson é uma cidade localizada no estado americano de Mississippi, no Condado de Claiborne.

## Demografia
Segundo o censo americano de 2000, a sua população era de 1840 habitantes.
Em 2006, foi estimada uma população de 1731, um decréscimo de 109 (-5.9%).

## Geografia
De acordo com o United States Census Bureau tem uma área de
4,5 km², dos quais 4,5 km² cobertos por terra e 0,0 km² cobertos por água. Port Gibson localiza-se a aproximadamente 45 m acima do nível do mar.

## Localidades na vizinhança
O diagrama seguinte representa as localidades num raio de 40 km ao redor de Port Gibson.